# Mesamphisopus kensleyi
Mesamphisopus kensleyi là một loài chân đều trong họ Mesamphisopidae. Loài này được Gouws miêu tả khoa học năm 2008.